# HV Wijnandia
HV Wijnandia is een Nederlandse handbalvereniging uit het Limburgse Wijnandsrade. De club is opgericht op 26 juni 1966. De vereniging heeft het anno 2020 geen enkel herenteam dat speelt in de nationale competitie.
In 1981 werd het damesteam van Wijnandia voor het eerst kampioen in de zaalcompetitie in de geschiedenis van de club. Hierdoor promoveerde het team naar de tweede klasse.
In 1991 vierde de vereniging haar 25-jarig bestaan met een jubileumavond in het gemeenschapshuis in Wijnandsrade.
In het seizoen 2019/2020 speelt het eerste damesteam in de tweede regioklasse.